# Domenechus
Domenechus is een geslacht van insecten uit de familie van de gaasvliegen (Chrysopidae), die tot de orde netvleugeligen (Neuroptera) behoort.

## Soorten
- D. marianellus (Guérin-Méneville, 1853)
- D. mirificus (Gerstäcker, 1888)